# Seznam mineralov v Sloveniji
Seznam mineralov v Sloveniji zajema v glavnem vse minerale, ki se nahajajo oziroma so se nahajali v večjih količinah v Sloveniji. Razdeljeni so po sistematiki H. Strunza, ki temelji predvsem na kemični sestavi mineralov, ter v vsakem podpoglavju po abecednem redu.
Odkritja in poimenovanja novih mineralov priznava oz. določa Mednarodna mineraloška zveza (ang. International Mineralogical Association, IMA). Baza podatkov Mineralogy Database je 31. decembra 2009 vsebovala opise 4.714 mineralov, pri čemer največji delež pripada silikatom in fosfatom. Popolnega seznama mineralov sicer ni mogoče sestaviti, saj vsako leto odkrijejo nove minerale. V Sloveniji status mineralov določa Zakon o ohranjanju narave (ZON).
Da je neka naravna trdna spojina priznana za mineral, mora nastati preko geoloških procesov ter mora imeti značilno kemično sestavo z značilno kristalno zgradbo, tj. geometrijsko prostorsko razporeditvijo atomov v notranji strukturi minerala, in določene fizikalne lastnosti. Tako se nekatere kamnine ne prišteva med minerale, saj je skupek oz. agregat mineralov in/ali mineraloidov in torej nima značilne kemične sestave. Po sestavi se minerali raztezajo od čistih elementov in preprostih soli do zelo kompleksnih silikatov. V Sloveniji je najpogostejši mineral kalcit, saj je znanih več kot tisoč oblik.
Pojasnila k seznamu
V seznamu so našteti samo minerali, ki so ali so bili prisotni v Sloveniji. Sicer je ali je bilo v Sloveniji prisotnih več mineralov, kot jih je omenjenih v seznamu (kot sta npr. langit in rosasit), vendar so zaradi majhnih količin in manjše gospodarske vrednosti (npr. rudarjenje) njihova najdišča oz. nahajališča, s tem pa tudi sami minerali, postali skozi zgodovino bolj ali manj neznani širši javnosti. Nekateri minerali se pogosto pojavljajo skupaj z drugimi minerali (npr. torbernit skupaj z uraninitom in uranofanom). Celoten seznam mineralov se nahaja v ustreznem seznamu in je urejen po abecednem redu.
Nekatera navedena nahajališča v Sloveniji so iz starejših virov, zato obstaja možnost, da na nekaterih mestih minerali makroskopske razsežnosti niso več prisotni. Domača imena mineralov se lahko razlikujejo od pokrajine do pokrajine v Sloveniji. Slika lahko prikazuje samo eno različico minerala; kjer ima različica minerala lastno ime, je to ustrezno navedeno v oklepaju.

## Seznam

### I. razred - Samorodne prvine (s karbidi, nitridi in fosfidi)
| Mineral     | Kemijska formula in ime | Nahajališča v Sloveniji | Domača (trivialna) imena                                     | Slika                    |
| ----------- | ----------------------- | --- | ------------------------------------------------------------ | ------------------------ |
| ogljik      | C                       | Lepena nad Jesenicami, Litija, okolica Prevalj, Pohorje, Pristava pod Golico in severno od Remšnika (samo grafit)                          | /                                                            | Ogljik (diamant)         |
| svinec      | Pb                      | Litija | /                                                            | Svinec                   |
| zlato       | Au                      | naplavine reke Drave in Mure | rudniško (tudi prano ali suho) zlato, samorodno prosto zlato | Kosi mineralov zlata     |
| živo srebro | Hg                      | Idrija, Litija, območje med Podnanosom (Sv. Vidom) in Mančami (južno od Vipave), Marija Reka, Sitarjevec, Stegovnik in Sv. Ana nad Tržičem | samorodno živo srebro, tekoče srebro                         | Živo srebro v steklenici |
| žveplo      | S                       | dolina Krme, okolica Jesenic, Velo polje, Železniki in Žiri                                                                                | rosikit, žeplo                                               | Žveplo                   |

### II. razred - Sulfidi (s selenidi, teluridi, antimonidi in bizmutidi)
| Mineral     | Kemijska formula in ime         | Nahajališča v Sloveniji | Domača (trivialna) imena                                                                                                 | Slika       |
| ----------- | ------------------------------- | --- | --- | ----------- |
| antimonit   | Sb2S3 (antimonov sulfid)        | Brezje, Kraljevi rov in rov Zinka, Lubnik pri Škofji Loki, Mediji, Posavske gube, Potok pod Blegošem (med Selško in Poljansko dolino), Trojane in Znojile | antimonov sijajnik, antimonovo žveplo, ráztok, stibin, stibnit                                                           | Antimonit   |
| arzenopirit | FeAsS (arzenov sulfid)          | pas med Trojanami in Znojilami | arzenov kršec, dalarnit                                                                                                  | Arzenopirit |
| avripigment | As2S3 (arzenov sulfid)          | Golica in Savske jame nad Jesenicami | arzenova svetlica, arzenovo žveplo, auripigment, kitajska (tudi opojno ali perzijska) rumena                             | Avripigment |
| bornit      | Cu5FeS4 (bakrov železov sulfid) | Hobovše pri Sovodnju, Koprivnik, Novine, območje med Cerknim in Podplečami ter Otaležem in Žirmi, Podpleče, Remšnik, Škofje | barvasti (tudi pisani ali pestri) bakrov kršec, rdeči bakrenec, škrlatni baker                                           |             |
| cinabarit   | HgS (živosrebrov sulfid)        | Idrija, Knapovže, Litija in Sv. Ana ter Sv. Tomaž (severozahodno od Škofje Loke) | cinober, koralna ruda, živosrebrova svetlica                                                                             | Cinabarit   |
| galenit     | PbS (svinčev sulfid)            | Litija in Mežica | boleslavit, svinčev sijajnik, siva ruda ali svinčevec                                                                    | Galenit     |
| grinokit    | CdS (kadmijev sulfid)           | Mežica in Remšnik | kadmijeva okra, kadmijeva svetlica                                                                                       | Grinokit    |
| halkopirit  | CuFeS2 (bakrov železov sulfid)  | Bodoljska in Hrastniška grapa, Cirkuše, Češnjice, dolina Vidrnice pri Ponovičah, Hobovše, Kamnica pri Vačah, Litija, Mačji potok, Magolnik, Martinj vrh, Masore, Močilno, Nova Oselica, Novine, Otalež, Podkum, Sovodenj, Sušje, Svibno, Šebrelje in Zminca pri Škofji Loki | bakrov kršec, rumeni baker                                                                                               | Halkopirit  |
| halkozin    | Cu2S (bakrov sulfid)            | Hobovše, Maruškovec pri Spodnji Idriji, Novine, območje Poljan (med Cerknim in Novaki, severozahodno od Škofjega), severovzhodno od Cerknega in Trate (južno od Kladja) in vzhodno od Cerknega                                                                              | bakrov sijajnik | Halkozin    |
| kovelin     | CuS (bakrov sulfid)             | južno pobočje Kozjaka, Litija, Remšnik in severozahodno območje od Breznega | bakrova svetlica, bakrovo modrilo, kovelit, modro bakrovo steklo                                                         | Kovelin     |
| markazit    | FeS2 (železov sulfid)           | Idrija, Litija, Mežica, okolica Šentjurja pri Celju, Pirešica, Trbovlje, Zagorje in Železni | binarit, hidropirit, lisnati (tudi celični ali sivi železov) kršec, mehko železo, poliopirit, stremenovec                | Markazit    |
| pirit       | FeS2 (železov sulfid)           | dolina Bistrice, Litija, Dolžanova soteska, okolica Celja Ljubljane (Drenov Grič) in Kamnika, obronki Kolpeter pri Laškem | jetrni železovec, norčevo zlato, osnovni (tudi zdravi) kamen, železov (tudi galičin, ogljikov, zeleni ali žveplov) kršec | Pirit       |
| realgar     | As4S4 (arzenov sulfid)          | Savske jame nad Jesenicami | arzenova svetlica, brusnica, rubinovo žveplo                                                                             | Realgar     |
| sfalerit    | ZnS (cinkov sulfid)             | Cerovec, Cirkuše, Kamnica, Kotlje, Litija, Mežica, Peca, Pleše pri Škofljici, Remšnik, Suhi dol, Šoštanj in Tržišče pri Morkonogu | psevdogalenit, (cinkova) svetlica, žvepleni cink                                                                         | Sfalerit    |

### III. razred - Haloidi
| Mineral | Kemijska formula in ime | Nahajališča v Sloveniji                                                            | Domača (trivialna) imena                     | Slika   |
| ------- | ----------------------- | ---------------------------------------------------------------------------------- | -------------------------------------------- | ------- |
| fluorit | CaF2 (kalcijev fluorid) | Idrija, Potok pod Blegošem (med Poljansko in Selško dolino) in Vrhpolje pri Vipavi | androdamant, henevtecit, jedavec, rudna roža | Fluorit |
| halit   | NaCl (natrijev klorid)  | Sečoveljske in Strunjanske soline                                                  | kamena sol, kuhinjska sol                    | Halit   |

### IV. razred - Oksidi in hidroksidi
| Mineral    | Kemijska formula in ime                                                                   | Nahajališča v Sloveniji | Domača (trivialna) imena | Slika                   |
| ---------- | ----------------------------------------------------------------------------------------- | --- | --- | ----------------------- |
| arzenolit  | As2O3 (arzenov oksid)                                                                     | Savske jame nad Jesenicami | arzenov cvet | Arzenolit               |
| boksit     | gibsit (γ-Al(OH)3), bemit (γ-AlO(OH)), diaspor (α-AlO(OH))                                | Borovec, Cajnare, Iško, Kališče, Kopitov grič, Mežakla nad Jesenicami, območja med Trševjem in Nadrtjo v Hrušici, med Staro Fužino Studorjem ter Bohinjskim jezerom in Bistrico, okolica Horjula v Polhograjskem hribovju, Polica, Rakitno, Rudnica, Velike Bloke in Žimarice | bohinit, bohinka, bosit, laterit | Boksit                  |
| getit      | α-FeOOH (železov hidroksi oksid)                                                          | Jesenice, Litija, Mirna Peč in Žužemberk (nasplošno pogost v naravi pri oksidaciji železovih mineralov) | igličasta železova ruda, železov žametovec, železova žametna ruda | Getit                   |
| gumit      | zmes uranovih mineralov: boltvudit, klarkeit, kirit, kazolit, soddiit, uraninit, uranofan | Polhovec, Valterski in Žirovski vrh | fosforjev gumit, gumijeva ruda, rdeči smolnati uran, uranov gumit | Gumit                   |
| hematit    | Fe2O3 (železov oksid)                                                                     | zelo razširjen v Sloveniji | krvavec, luskavi železovec, rdeča steklena glava, rdeča ruda, rdeči železov kamen, rusi svitoglav, svetleča železova ruda, svetleči kamen, železov sijajnik, železova ledvica, železova sljuda, železovo saje    | Hematit                 |
| kalcedon   | SiO2 (silicijev oksid)                                                                    | Hotavlje, Idrija, Pohorje, Trbovlje in Zagorje | / | Kalcedon (Ahat)         |
| korund     | Al2O3 (aluminijev oksid)                                                                  | Visole nad Slovensko Bistrico na Pohorju (samo navadni, rožnato obarvan korund) | odvisno od različice (glej članek korund) | Korund (Navadni korund) |
| kremen     | SiO2 (silicijev oksid)                                                                    | odvisno od različice (glej članek kremen) | odvisno od različice (glej članek kremen) | Kremen (kamena strela)  |
| limonit    | mešanica železovih oksidov                                                                | povsod v Sloveniji, kjer preperevajo železovi minerali | barjevec, bazaltno železo, bobovec, drnovec, ferohidrit, preperela ruda, rjava okra, rjavi svitoglav, (glinozrnati) rjavi železovec, rjavo železo, rušnata železova ruda, smolasti železov kamen, travniška ruda | Limonit                 |
| magnetit   | Fe3O4 (železov oksid)                                                                     | Mala in Velika Kopa na Pohorju | magnetičen železni kamen, magnetična železova ruda, magnetovec, pečatni kamen | Magnetit                |
| opal       | SiO2 • nH2O (hidratizirani silicijev oksid)                                               | Pohorje (samo lesni opal) | gelit, kremenov resinit, kremenova siga, neslit, opalova matica, vidrit (odvisno je tudi od različice opala) | Opal                    |
| piroluzit  | β-MnO2 (manganov oksid)                                                                   | desna obala Save pri Kropi, Medji dol pri Jesenicah, Moste pri Radovljici, Roblekov dom na Begunjščici, Stražišče, Škofja Loka in Železniki | sivorjavi kamen | Piroluzit               |
| psilomelan | (Ba,Mn2+,...)3(O,OH)6Mn8O16 (manganov oksid)                                              | Begunjščica, Belščica, Kropa, okolica Javornika, Savske jame nad Jesenicami, Stražišča, Virloga pri Škofji Loki in Železniki | črna steklena glava, črni hematit, trda manganova ruda, varvicit | Psilomelan              |
| romeit     | (Ca,NaH)Sb2O6(O,OH,F) (kalcijev natrijev antimonat)                                       | Potok pod Blegošem (med Poljansko in Selško dolino) | atopit, titanov antimonov piroklor | Romeit                  |
| uraninit   | UO2 (uranov oksid)                                                                        | Žirovski vrh | črna (tudi težka) uranova ruda, smolnik, uranin, uranov smolovec, uranova svetlica | Uraninit                |
| valentinit | Sb2O3 (antimonov oksid)                                                                   | Potok pod Blegošem (med Poljansko in Selško dolino) | antimonov cvet, antimonova cvetica, antimonov živec, bela antimonova ruda | Valentinit              |

### V. razred - Nitrati, karbonati in borati
| Mineral      | Kemijska formula in ime                       | Nahajališča v Sloveniji | Domača (trivialna) imena                                                                       | Slika                       |
| ------------ | --------------------------------------------- | --- | ---------------------------------------------------------------------------------------------- | --------------------------- |
| aragonit     | Ca[CO3] (kalcijev karbonat)                   | Belščica nad Javornikom, Ravenska jama nad Cerknom in številni kamnolomi ter rudniki (npr. Remšnik)                                                        | apnenčeva siga, grahasti kamen, ikrnik, vrelovec, železni (tudi železov) cvet                  | Aragonit                    |
| azurit       | Cu3(OH) \| (CO3)2 (bakrov hidroksi karbonat)  | Litija, Podkraj pri Radečah, Remšnik, Rožca nad Hrušico, Savske jame nad Jesenicami, Stegovnik                                                             | (modri) bakrenec                                                                               | Azurit                      |
| ceruzit      | Pb[CO3] (svinčev karbonat)                    | Litija, Mežica | akruzit, bela svinčeva ruda, beli in črni svinčevec, svinčev kalavec                           | Ceruzit                     |
| dolomit      | CaMg[CO3]2 (kalcijev magnezijev karbonat)     | nasplošno razširjen v Sloveniji (posebne različice v Idriji in na območju med Javornikom in Koroško Belo)                                                  | apnenolojevčev kalavec, dolomitni kalavec, grenko apno, grintavec, kresalnik, rombasti kalavec | Dolomit                     |
| hidrocinkit  | Zn5[(OH)3 \| CO3]2 (cinkov hidroksi karbonat) | Mežica | cegamit, cinkov cvet, marionit                                                                 | Hidrocinkit                 |
| kalcit       | Ca[CO3] (kalcijev karbonat)                   | odvisno od različice (glej članek kalcit) | odvisno od različice (glej članek kalcit)                                                      | Kalcit (romboedrska oblika) |
| lehnjak      | Ca[CO3] (kalcijev karbonat)                   | Jezersko, v okolici tekočih voda in slapov | apneni maček, apneni tuf, lehkovec, travertin, vapneni maček                                   | Lehnjak                     |
| malahit      | Cu2[(OH)2 \| CO3] (bakrov hidroksi karbonat)  | Cerkljansko in Loško hribovje, Dovje, Močilno pri Radečah, okolica Cerknega, Savske jame, vzhodni del Posavskih gub, Želimeljiščica                        | mehak kamen                                                                                    | Malahit                     |
| plumbokalcit | (Pb,Ca)[CO3] (svinčev kalcijev karbonat)      | Mežica | /                                                                                              | Plumbokalcit                |
| siderit      | Fe[CO3] (železov karbonat)                    | Begunjščica, Belščica, južno pobočje Košute, Litija, območje Savskih jam blizu Jesenic, Pasjek pri Litiji, Planina pod Golico in Podkraj pri Zidanem Mostu | apnasto železo, bela železova ruda, jeklenec, jekleni kamen, kalav železni kamen               | Siderit                     |
| smitsonit    | Zn[CO3] (cinkov karbonat)                     | dolina Planice, južno od Rateč, Korošica, Mežica, Sv. Ana pod Ljubeljem, Trebelno (blizu Mokronoga), Tržič                                                 | bonamit, cinkov kalavec, (ogljikova) kalamina, živec                                           | Smitsonit                   |

### VI. razred - Sulfati (s kromati, molibdati in volframati)
| Mineral    | Kemijska formula in ime                                | Nahajališča v Sloveniji | Domača (trivialna) imena                                                                                 | Slika          |
| ---------- | ------------------------------------------------------ | --- | --- | -------------- |
| anglezit   | Pb[SO4] (svinčev sulfat)                               | Litija in Mežica | galica svinčeve rude, galica svinčevega kalavca, galičnjak, svinčeva galica                              | Anglezit       |
| anhidrit   | Ca[SO4] (kalcijev sulfat)                              | Poljščica na Gorenjskem | kockasta sadra, kockasti kalavec                                                                         | Anhidrit       |
| barit      | Ba[SO4] (barijev sulfat)                               | Idrija, Litija, okolica Strunjana in Tržiča, Pleše pri Škofljici, Štrihovec (blizu Šentilja pri Mariboru) in Zavrstnik pri Litiji | bolonjski (tudi grebenasti ali paličasti), klasati kamen, težec                                          | Barit          |
| epsomit    | Mg[SO4] • 7H2O (magnezijev sulfat hidrat)              | Idrija | grenka (tudi ledeniška) sol, zelandit, žvepleno kisla magnezijeva zemlja                                 | Epsomit        |
| halkantit  | Cu[SO4] • 5H2O (bakrov sulfat hidrat)                  | Idrija in Litija | modra (tudi bakrova ali bakrena) galica, modrikasti galicijski kamen                                     | Halkantit      |
| halotrihit | Fe2+Al2[SO4] • 22H2O (železov aluminijv sulfat hidrat) | Idrija | peresasta (tudi lasasta) sol, železnati (tudi peresasti ali železov) galun                               | Halotrihit     |
| melanterit | Fe[SO4] • 7H2O (železo sulfat hidrat)                  | Litija, pobočje Kope nad dolino Kamniške Bistrice, Šentjanž, Radeče, Trbovlje, Velike Ligonje pri Vrhniki in Zagorje              | bakrena voda, čevljarsko črnilo, zeleni galicijski kamen, železova (tudi zelena ali železna) galica      | Melanterit     |
| sadra      | Ca[SO4] • 2H2O (kalcijev sulfat hidrat)                | Hrušica, Idrija, Litija, Mežica, okolica Dovjega, pri Tržiču in Jesenicah, Šenturška Gora pri Cerkljah in Zagorje                 | babji led, gips, malec, marijino steklo, mavec, sadrin živec, zrvalni kamen                              | Sadra (Gipsit) |
| vulfenit   | Pb[MoO4] (svinčev molibdat)                            | Hobovše pri Stari Oselici in Mežica                                                                                               | melinoza, molibdenova svinčeva ruda, molibdenovo-svinčev kalavec, rumena svinčeva ruda, rumeni svinčevec | Vulfenit       |

### VII. razred - Fosfati, arzenati in vanadati
| Mineral    | Kemijska formula in ime                                           | Nahajališča v Sloveniji                                                                                     | Domača (trivialna) imena | Slika      |
| ---------- | ----------------------------------------------------------------- | --- | --- | ---------- |
| deskloizit | Pb(Zn,Cu) [OH \| VO4] (svinčev (cinkov, bakrov) hidroksi vanadat) | Mežica | bakrov vanadat, ramirit, svinčevo-cinkov vanadat, tritoklorit                                                                             | Deskloizit |
| otunit     | Ca[UO2 PO4]2 · 8-12 H2O (kalcijev uranil fosfat hidrat)           | Žirovski vrh pri Gorenji vasi                                                                               | apnena uranova sljuda, apneni uranit, autinit, kalcijev uranit, kalcijevo-fosforjev uranit, uranovo apno                                  | Otunit     |
| piromorfit | Pb5[Cl \| (PO4)3] (svinčev klorofosfat)                           | Litija | fosforjev svinec, fosforjevo-svinčev živec, pisani svinčenec, polikrom, psevdokampilit, rjavi svinčenec, svinčev apatit, zeleni svinčevec | Piromorfit |
| torbernit  | Cu[UO2 \| PO4]2 · 8-12 H2O (bakrov uranil fosfat hidrat)          | Žirovski vrh pri Gorenji vasi                                                                               | bakrov autinit, bakrov otunit, bakrov uranit, bakrovo-fosforjev uranit, bakrovo-uranova sljuda, uranfilit, uranofilit                     | Torbenit   |
| vivianit   | Fe2+3(PO4)2 · 8(H2O) (železov sulfat oktahidrat)                  | Črnomelj, Ljubljansko barje pri Igu, Stari tg v Ljubljani (najdba ob gradnji vodovoda), Trbovlje in Zagorje | glavkosiderit, modra železova prst, modra železova ruda, železov filit, železova modra                                                    | Vivianit   |

### VIII. razred - Silikati
| Mineral       | Kemijska formula in ime | Nahajališča v Sloveniji                                                     | Domača (trivialna) imena | Slika              |
| ------------- | --- | --------------------------------------------------------------------------- | --- | ------------------ |
| aktinolit     | Ca2(Mg,Fe2+)5[(OH,F) \| Si4O11]2 (kalcijev magnezijev železov silikat)                                                                                         | Savinjske Alpe (samo kot smaragdit)                                         | / | Aktinolit          |
| albit         | Na[AlSi3O8] (natrijev aluminijev silikat) | Crngrob in Potok med Selško in Poljansko dolino                             | albiklas, natrijev glinenec, olafit, tetartin, zigadit                                                                                             | Albit              |
| biotit        | K(Mg,Fe2+Mn)3[(OH,F)2 \| AlFe3+)Si3O10 | Kranjska reber, Pohorje in Strojna                                          | magnezijevo-železova sljuda (tudi rombasta ali železova) sljuda                                                                                    | Biotit             |
| bronzit       | (Mg,Fe)2[Si2O6] (magnezijev železov silikat) | Slovenska Bistrica                                                          | diaklazit, kalavec s spreminjasto barvo, spreminjasti kamen                                                                                        | Bronzit            |
| cojzit        | Ca2Al3 [O \| OH \| SiO4 \| Si2O7] (kalcijev aluminijev hidroksi silikat)                                                                                       | Pohorje in Visole nad Slovensko Bistrico                                    | tanzanit, zoisit | Cojzit             |
| diopsid       | CaMg[Si2O6] (kalcijev magnezijev silikat) | Grapa in okolica Dravograda                                                 | bistagit, dekalbit | Diopsid            |
| disten        | Al2[O \| SiO4] (aluminijev silikat) | Pohorje in Savinjske Alpe                                                   | lojevčev turmalin, psevdoandaluzit | Disten             |
| dravit        | NaMg3Al6[(OH)4/(BO3)3(Si6O18)] (natrijev magnezijev aluminijev borosilikat )                                                                                   | Grapa in okolica Dravograda                                                 | / | Dravit             |
| granat        | pirop Mg3Al2[SiO4]3 almandin Fe3Al2[SiO4]3 spesartin Mn3Al2[SiO4]3 andradit Ca3Fe2[SiO4]3 grosular Ca3Al2[SiO4]3 uvarovit Ca3Cr2[SiO4]3 goldmanit Ca3V2[SiO4]3 | Pohorje (almandin, andradit, pirop in spesartin)                            | / | Granat (spesartin) |
| hemimorfit    | Zn4[(OH)2 \| Si2O7] • H2O (cinkov hidroksi silikat) | Mežica                                                                      | cinkova kremenova ruda, cinkovo steklo, kremenov kalavec, kremenova kalamina                                                                       | Hemimorfit         |
| hrizokola     | (Cu,Al)2H2Si2O5(OH)4 • nH2O (bakrov hidrofilosilikat) | Remšnik                                                                     | bakrovo zelenilo, halkostatit, kremenov bakrenec, kremenov (tudi bakrov) malahit, malahitov kremen, skrilavo zelenilo, zelenec, zlati lep oz. klej | Hrizokola          |
| ilit          | (KH3O)Al2(SiAl)4O10(OH)2 (kalijev hidrogen alumosilikat) | Črna pri Kamniku                                                            | grundit, hidromuskovit | Ilit               |
| kaolinit      | Al4[(OH)8 \| Si4O10] (alumosilikat) | /                                                                           | porcelanka | Kianit             |
| klinocojzit   | Ca2Al3[O \| OH \| SiO4 \| Si2O7] (kalcijev aluminijev hidroksi silikat)                                                                                        | Svinška planina in Visole nad Slovensko Bistrico                            | aluminijev epidot | Klinocojzit        |
| klorit        | klinoklor (Mg5Al)(AlSi3)O10(OH)8 nimit (Ni5Al)(AlSi3)O10(OH)8 penantit (Mn,Al)6(Si,Al)4O10(OH)8, hamozit (Fe5Al)(AlSi3)O10(OH)8                                | dolina Bistrice nad Slovenska Bistrico                                      | kloritoid, zelenec | Klorit             |
| lojevec       | Mg3[(OH)2 \| Si4O10] (magnezijev silikat) | Pohorje                                                                     | agalit, mastek, salasti kamen, salovec, špehasti kamen                                                                                             | Lojevec            |
| margarit      | CaAl2[(OH)2 \| Al2Si2O10] (kalcijev aluminijev silikat) | okolica Dravograda                                                          | difanit, kalcijeva (tudi bisernata ali drobljiva) sljuda                                                                                           | Margarit           |
| montmorilonit | Al1,67Mg0,33[(OH)2 \| Si4O10]0,33 Na0,33(H2O)4 (aluminijev magnezijev silikat hidrat)                                                                          | Zaloška gorica pri Celju                                                    | smegmatit, steargilit, valjana glina | Montmorijonit      |
| muskovit      | KAl2[(OH,F)2 \| AlSi3O10] (kalijev aluminijev silikat) | Golovec, Idrija, Kamnik, Litija, Pohorje in Strojna                         | mačje srebro (tudi zlato), rusko oz. moskovsko steklo                                                                                              | Muskovit           |
| olivin        | (Mg,Fe)2[SiO4] (magnezijev železov silikat) | Gradec v Prekmurju in jugovzhodni del Pohorja                               | hrizolit, olivinoid, peridot, plelemeniti serpentin                                                                                                | Olivin             |
| ortoklaz      | K[AlSi3O8] | Crngrob (severno od Škofje Loke)                                            | kalijev glinenec, valencianit |                    |
| paligorskit   | (Mg,Al)2[OH \| Si4O10]) • 4(H2O) (magnezijev aluminijev alumosilikat hidrat)                                                                                   | Idrija                                                                      | gorski les, gorska volna, kamena koža ali pluta, zemljasto polnilo                                                                                 | Paligorskit        |
| rogovača      | (Na,K)Ca2(Mg,Fe2+,Fe3+,Al)5[(OH,F)2 \| (Si,Al)2Si6O22) | Pohorje, Savinjske Alpe in Tinje na Pohorju                                 | črni amfibol | Rogovača           |
| serpentin     | (Mg,Fe)3Si2O5(OH)4 (magnezijev železov silikat) | Koroška in Pohorje                                                          | baretit, enofit, pelhamin, retinalit | Serpentin          |
| stavrolit     | 2FeO • AlOOH • Al2[O{\displaystyle \|}SiO4] (alumosilikat) | Cezlak na Pohorju                                                           | črni granatit, nordmarkit | Stavrolit          |
| titanit       | CaTiSi[O \| SiO4] (kalcijev titanov silikat) | Cezlak na Pohorju                                                           | arpidelit, lederit, piktit, sfen | Titanit            |
| turmalin      | NaFe3Al6[(OH)4 \| (BO3)3 \| Si6O18] (natrijev železov aluminijev borosilikat)                                                                                  | odvisno od različice (glej članek turmalin)                                 | odvisno od različice (glej članek turmalin) | Turmalin           |
| uranofan      | CaH2[UO2 \| SiO4]2 • 5H2O (kalcijev uranil silikat hidrat) | severno obrobje Polhograjskega hribovja (med Valterskim Vrhom in Polhovcem) | lambertit, uranotil | Uranofan           |
| volastonit    | Ca3[Si3O9] (kalcijev silikat) | Pohorje                                                                     | gramit | Volastonit         |

### IX. razred - Organske spojine
| Mineral   | Kemijska formula in ime                    | Nahajališča v Sloveniji                                                          | Domača (trivialna) imena                                | Slika                                |
| --------- | ------------------------------------------ | -------------------------------------------------------------------------------- | ------------------------------------------------------- | ------------------------------------ |
| bitumen   | n/a (policiklični aromatski ogljikovodiki) | pogosto se ga najde v apnencih in dolomitih, pa tudi v peščenjakih in skrilavcih | asfalt, kamena smola, kerogen, peklina, zemeljski vosek | Bitumen v naravni obliki             |
| idrijalin | 4[C22H14]                                  | Idrija                                                                           | /                                                       | Idrijalin                            |
| jantar    | C10H16O                                    | splošno razširjen                                                                | sukcinit                                                | Jantari različnih oblik in velikosti |
| melit     | Al2C6(COO)6 · 16H2O (aluminijev melitat)   | Trbovlje                                                                         | medena kromova smola, medeni kamen, medovec             | Melit                                |

## Zoisova zbirka mineralov
Na slovenskem prostoru se je v preteklosti na področju mineralogije uveljavil predvsem Žiga Zois. Zoisova zbirka mineralov, ki se nahaja v Prirodoslovnem muzeju Slovenije, je ena najstarejših in v kulturnozgodovinskem pogledu najpomembnejših zbirk mineralov. Obsega približno 5.000 primerkov mineralov in kamnin, pri čemer je v stalni razstavni zbirki muzeja le 306 primerkov. Zbirka je sicer pomembna tudi zato, ker je bila temelj prvega muzeja na Slovenskem, tj. Kranjskega deželnega muzeja v Ljubljani, odprtega leta 1831. Zgodovinsko pomembna je tudi Palnstorfova zbirka kamnin in mineralov Jožefa Palnstorfa, višjega državnega uradnika v nekdanji vojvodini Kranjski.
Po vsej verjetnosti se je Zois pri razvrščanju opiral na Wernerjevo razvrstitev mineralov, v katero so se uvrščale tudi nekatere druge spojine, kot so kamnine (npr. bazalt). V zbirki se nahajajo tudi minerali iz tujih predelov Evrope, predvsem iz Italije, Skandinavije ter Srednje in Zahodne Evrope, zastopane pa so tudi zunajevropske dežele. Leta 1805 so njemu v čast poimenovali cojzit, mineral kalcijevega aluminijevega hidroksi silikata.

## Druge zbirke v Sloveniji
Poleg Zoisove zbirke so v današnjem času večje zbirke mineralov v Sloveniji še v rudniku živega srebra v Idriji, v muzeju rudnika svinca in cinka v Mežici, zbirka kamnin in rud na Oddelku za geologijo Naravoslovnotehniške fakultete v Ljubljani, zbirka kamnin, fosilov in mineralov v gradu Slovenska Bistrica, Seidlova geološka zbirka v Novem mestu, Branisljeva zbirka radioaktivnih mineralov v Loškem muzeju ter zbirka mineralov Renata Vidriha.